# Русаков, Григорий Фомич
Григо́рий Фоми́ч Русако́в (1879, Курская губерния — 1948, Курская область) — российский и советский артист цирка; чемпион мира по французской борьбе 1913 года (Аргентина) и 1915 года (Франция).

## Биография
Григорий Русаков родился в 1879 году в селе Злобино Дмитриевского уезда Курской губернии в семье крестьянина.
Работая на Донбассе, на одной из угольных шахт Юзовки (современный Донецк), Русаков в 1909 году впервые прошел отборочные состязания и принял участие в борцовском турнире, в котором одержал победу и завоевал титул чемпиона.
После победы в турнире Русаков получил предложение работать в одном из московских цирков и покинул Донбасс, решив завязать с трудом шахтера и посвятить свою жизнь спорту.
В первой же своей схватке, выступая на арене цирка, Русаков сошелся в поединке с действующим чемпионом мира, саксонцем Шнайдером, известным в борцовской среде под псевдонимом «Черная маска». Русаков не только выдержал более 40 минут схватки с именитым борцом, но и одержал над ним победу. После победы над Шнайдером Русаков выступал на лучших аренах крупнейших городов Российской Империи — Санкт-Петербурга, Харькова, Уфы, Казани, Перми и Нижнего Новгорода.
Император Николай II, считавшийся поклонником таланта Григория Русакова, своим личным указом освободил борца от воинской службы, что позволило ему одержать победу на двух чемпионатах мира — в 1913 году в преддверии Первой мировой войны Русаков выиграл чемпионат мира по французской борьбе, который проходил в Аргентине, а уже в 1915 году стал первым на чемпионате мира, который проходил в Париже. Среди его соперников были такие борцы, как Николай Вахтуров, Поль Або, Мурзук, Черный, Иван Спуль, Мартон, Али Ахмет и Вернадский.
Зарабатывающий на жизнь исключительно борьбой Григорий Русаков после революционных событий 1917 года был вынужден уйти с арены и поселиться в Михайловке Курской губернии.

## Возвращение на арену
В 1923 году Григорий Русаков совершенно неожиданно приезжает в Курск, где выходит на поединок против непобежденного на тот момент украинского борца Данилы Посунько, который на 34-й минуте уступает Русакову, проигрывая таким образом первую схватку в своей спортивной карьере. 
В 1926 году Григорий Русаков вновь дает о себе знать, бросая вызов всем желающим через газету «Курская правда». Вызов принимает действующий чемпион мира по французской борьбе Илья Муромец, выступающий под псевдонимом «Маска победы», который так же уступает Русакову на 34-й минуте поединка. В ходе данного турнира Русаков так же одержал победу над чемпионами мира Рощиным, Крыловым и Кахуту.
По данным известного курского краеведа Геннадия Александрова, до 1928 года Русаков жил в слободе Михайловке напротив Никольской церкви, в дальнейшем переехал в Дмитриев, проживал на улице Урицкого (оба дома целы до сих пор). Довольно часто в гости к нему приезжали другие именитые борцы, а во время курских гастролей 1928 года наведался к Русакову и знаменитый Иван Поддубный.

## Жизнь после ухода из спорта
Несмотря на наличие столь выдающихся заслуг и популярность среди населения СССР, Русаков испытывал определенные трудности с законом, которые привели к тому, что в отношении борца трижды, в 1929, 1938, 1944 годах, зачитывался приговор суда.
Жителям Курской области Григорий Русаков запомнился как атлет, наделенный феноменальной силой. Например, на базаре в Михайловке спортсмен однажды поднял кабана весом в 246 килограммов, а однажды принес 200-литровую бочку с пивом из подвала в пивную. Так же Русаков прославился тем, что регулярно боролся с медведями, а ударом кулака мог свалить с ног взрослого быка.

## Смерть
В 1948 году, возвращаясь из Дмитриева в Михайловку в кузове грузовика, Русаков зацепился за сук дерева и выпал из машины. Результатом полученной травмы стал полный паралич. В таком состоянии Русаков прожил еще некоторое время и умер в возрасте 70 лет. Умер борец в полной нищете. Похоронен на Дмитриевском кладбище без гроба и креста. Могила утеряна.